# 1926
1926 (MCMXXVI) a fost un an obișnuit al calendarului gregorian, care a început într-o zi de vineri.

## Evenimente

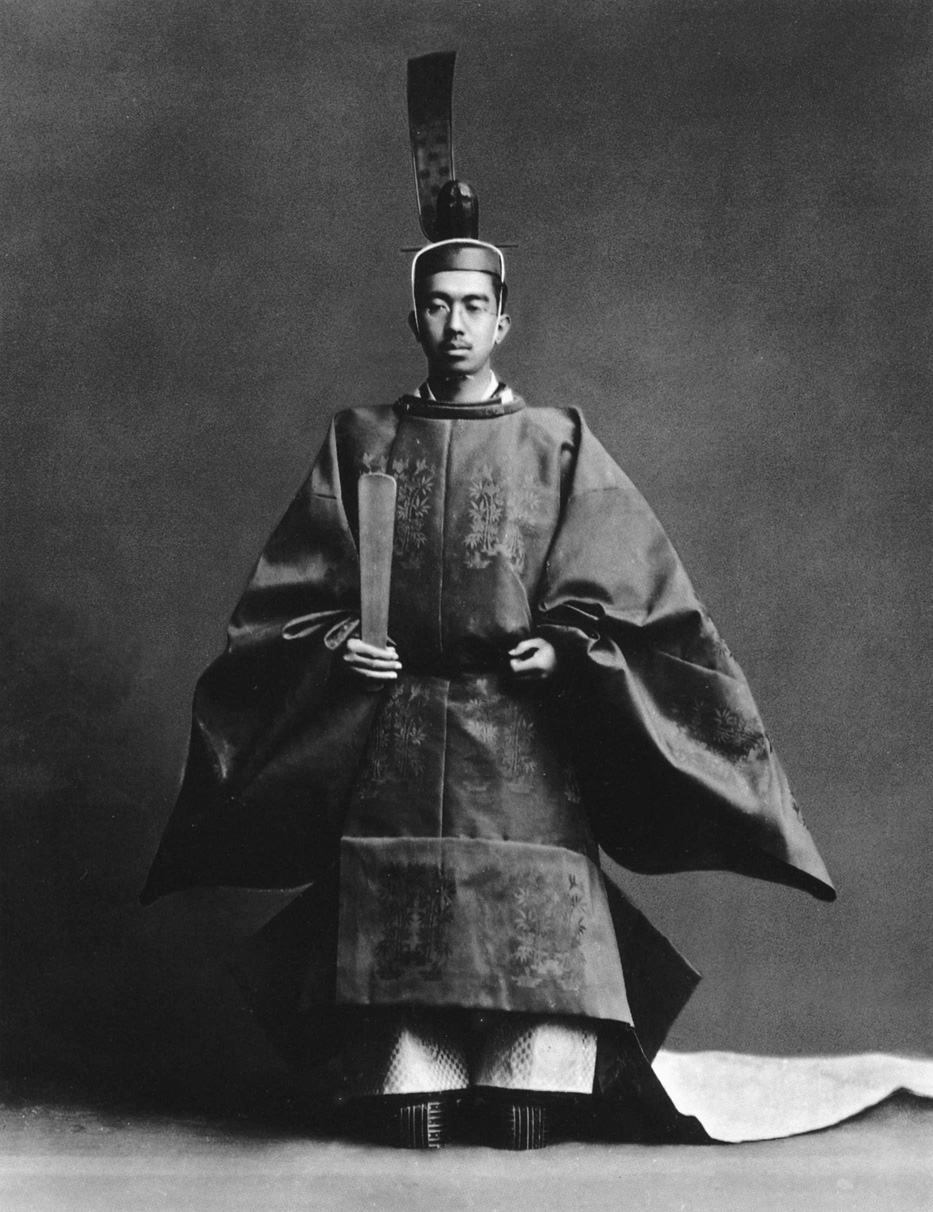
25 decembrie: Începutul erei Shōwa.

### Ianuarie
- 4 ianuarie: Parlamentul votează îndepărtarea Prințului Carol de la succesiune (Actul de la 4 ianuarie) și recunoașterea Prințului Mihai ca principe moștenitor al României.
- 6 ianuarie: Înființarea Companiei germane aeriene Lufthansa.
- 6 ianuarie: Regele Ferdinand își modifică testamentul din 1925 dezmoștenindu-l pe fiul său, Carol, în favoarea nepotului său, Mihai.
- 26 ianuarie: Inginerul englez, John Logie Baird, a experimentat într-un studio din Londra primele transmisiuni televizate.

### Februarie
- 16 februarie: Înființarea Fundației Culturale Regele Ferdinand I.
- 20 februarie: A apărut, la București, Viața literară (până în 1938, cu întreruperi), sub direcția lui George Murnu.

### Martie
- 22 martie: Începe greva generală a muncitorilor de la Piața Reșița.
- 22 martie: S-a constituit Federația Română de Box.
- 29 martie: S-a înființat, la București, Institutul de Studii Bizantine.

### Mai
- 28 mai: Lovitură militară în Portugalia prin care se instaurează dictatura fascistă (Dictatura Națională), inițiată de generalul Antonio Oscar de Fragoso Carmona.

### Iunie
- 19 iunie: NBC (National Broadcasting Co.). Importantă companie comercială de difuzare radiofonică din Statele Unite ale Americii.
- 24 iunie: Inaugurarea primei linii aeriene naționale civile (CFRNA), pe ruta București-Galați.

### Septembrie
- 14 septembrie: Finalizarea primei locomotive cu aburi, construită la Reșița. S-au produs 520 de astfel de locomotive.

### Octombrie
- 10 octombrie: Se înființează Partidul Național Țărănesc prin fuziunea Partidului Țărănesc cu Partidul Național Român din Transilvania, condus de Iuliu Maniu.

### Noiembrie
- 10 noiembrie: Începe perioada Showa, din istoria Japoniei, iar Hirohito a devenit al 124-lea împărat (1926-1989).
- 18 noiembrie: George Bernard Shaw refuză să accepte banii pentru Premiul Nobel, spunând: "Pot să-l iert pe Alfred Nobel pentru că a inventat dinamita, dar numai o persoană diabolică a putut să inventeze Premiul Nobel".
- 21 noiembrie: Vizita la București, cu familia, a poetului indian Rabindranath Tagore.

### Decembrie
- 18 decembrie: Turcia adoptă calendarul gregorian.

### Nedatate
- Este inaugurată în centrul Timișoarei statuia "Lupoaica", un cadou din partea autorităților italiene.
- Eugen Lovinescu termină "Istoria civilizației române moderne" și începe "Istoria literaturii române".
- Hortensia Papadat-Bengescu publică volumul Fecioarele despletite, primul din Ciclul Hallipilor.
- În România se introduce vaccinul antituberculos.

## Nașteri

### Ianuarie
- 7 ianuarie: Mircea Sântimbreanu, autor român (d. 1999)
- 12 ianuarie: Alexandru Andriescu, critic literar român (d. 2014)
- 20 ianuarie: Patricia Neal, actriță americană de teatru și film (d. 2010)
- 29 ianuarie: Tudor Vornicu, jurnalist și realizator român de emisiuni tv (d. 1989)
- 31 ianuarie: Maria Emanuel, Margraf de Meissen, Șeful Casei de Saxonia (d. 2012)

### Februarie

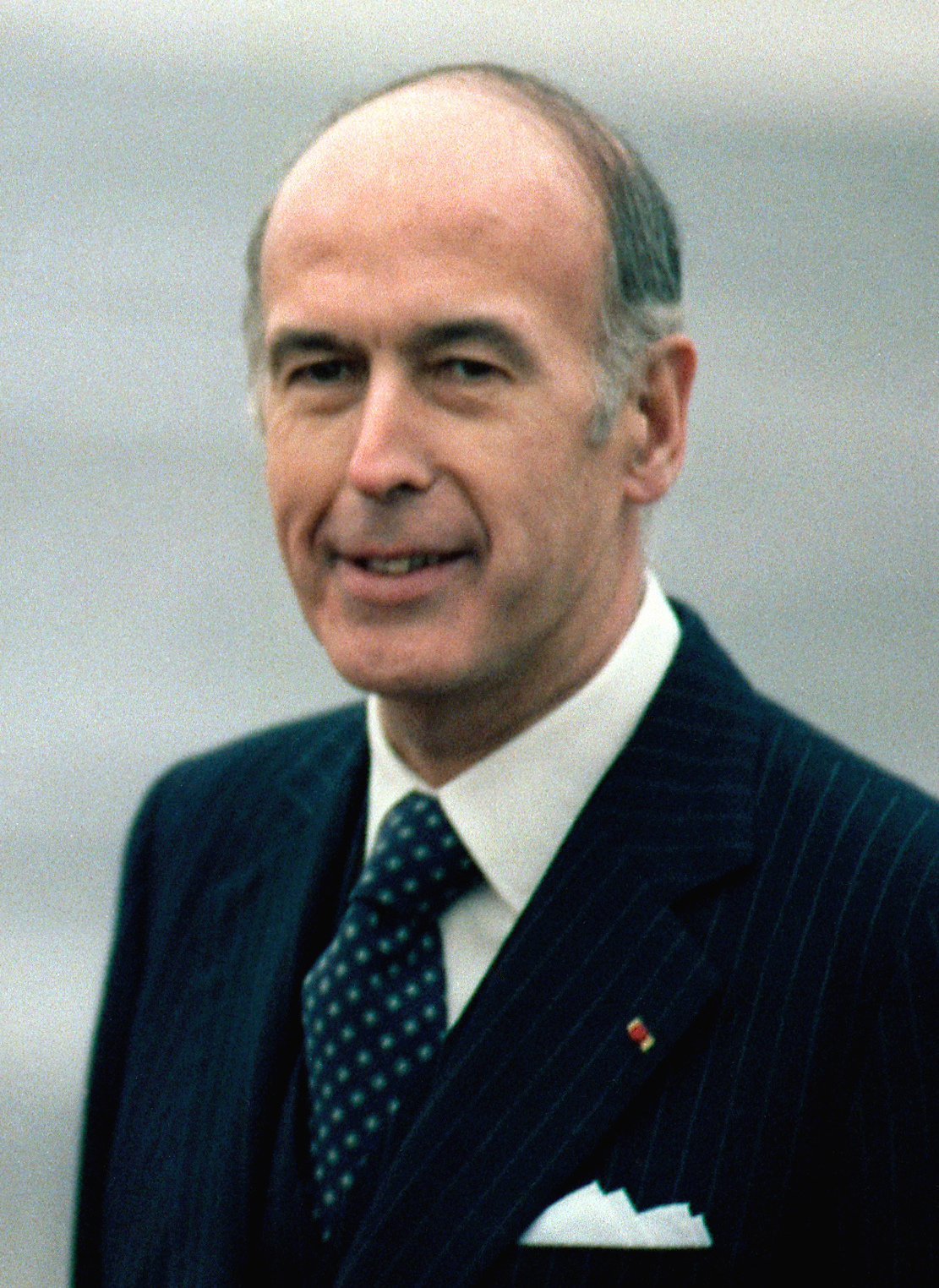
Valéry Giscard d'Estaing, politician francez, președinte al Franței
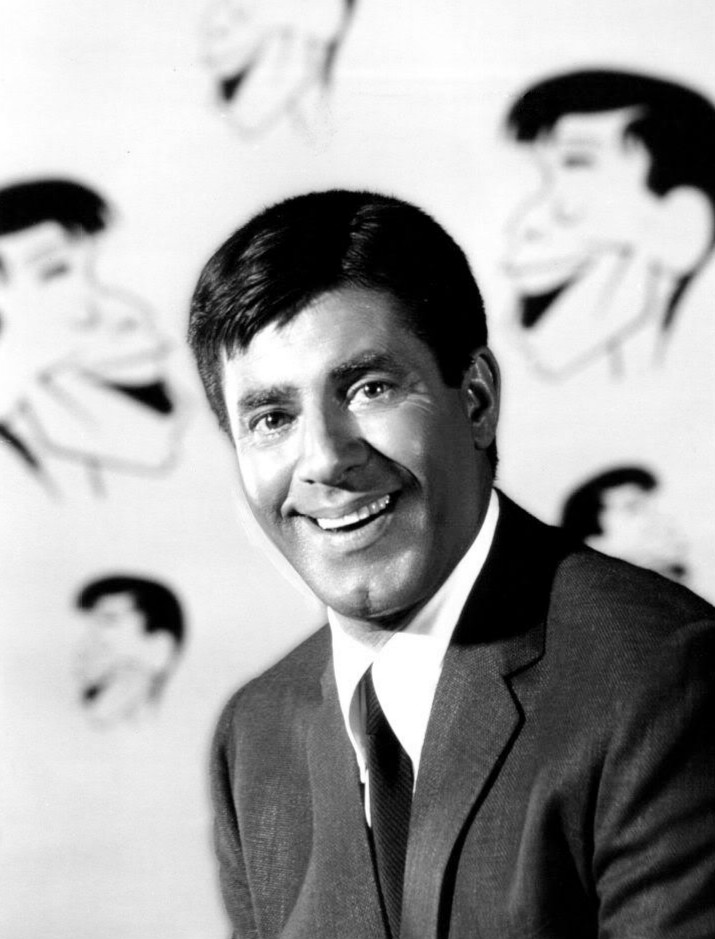
Jerry Lewis, actor, regizor, scenarist și producător american de etnie evreiască
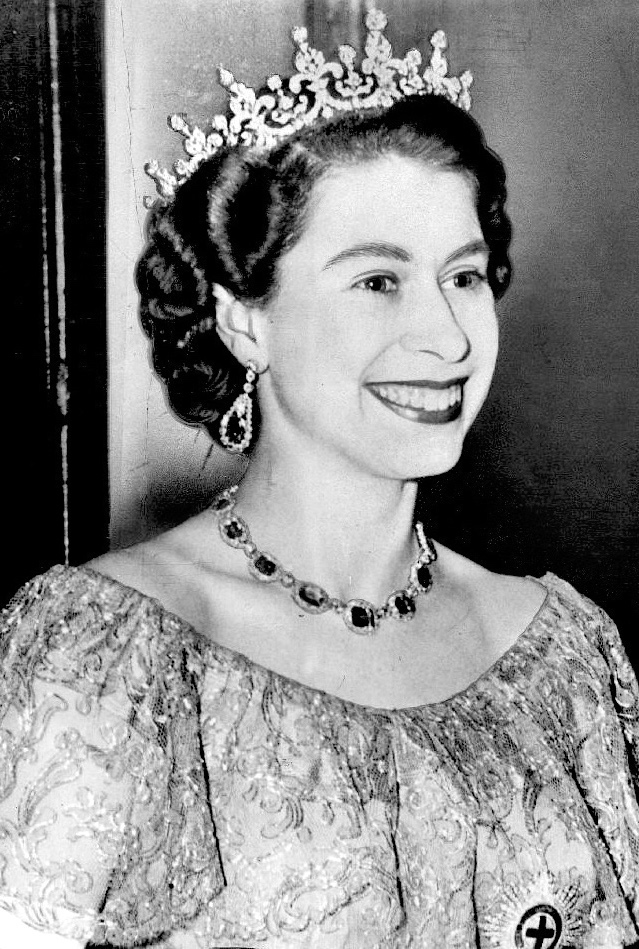
Regina Elisabeta a II-a a Regatului Unit
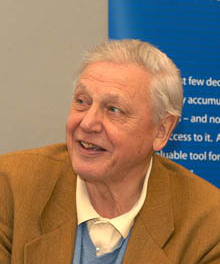
David Attenborough, redactor științific și cercetător naturalist britanic

- 2 februarie: Valéry Giscard d'Estaing , politician francez, președinte al Franței (1974-1981) (d. 2020)
- 11 februarie: Leslie William Nielsen, actor american de film și TV, de etnie canadiană (d. 2010)
- 16 februarie: John Richard Schlesinger, regizor britanic de film și teatru (d. 2003)
- 28 februarie: Svetlana Allilueva, scriitoare rusă, fiica lui Stalin (d. 2011)

### Martie
- 3 martie: Nicolae Filip, academician român (d. 2009)
- 6 martie: Alan Greenspan, economist american, președinte al Federal Reserve
- 6 martie: Andrzej Wajda, regizor polonez de film (d. 2016)
- 7 martie: Petru Pavlovici Rozumnîi, disident sovietic și activist pentru drepturile omului ucrainean (d. 2013)
- 16 martie: Jerry Lewis (n. Joseph Levitch), actor, regizor, scenarist și producător american de etnie evreiască (d. 2017)
- 26 martie: Max Bănuș, jurnalist român, redactor la Radio Europa Liberă (d. 2008)
- 28 martie: Ion Ioanid, memorialist, disident și crainic român, redactor la Europa Liberă (d. 2003)
- 31 martie: John Fowles, scriitor american (d. 2005)

### Aprilie
- 3 aprilie: Gus Grissom (n. Virgil Ivan Grissom), astronaut, pilot de încercare și inginer mecanic american (Apollo 1), (d. 1967)
- 13 aprilie: John Spencer-Churchill, al 11-lea Duce de Marlborough (d. 2014)
- 21 aprilie: Elisabeta a II-a (n. Elizabeth Alexandra Mary), regină a Regatului Unit al Marii Britanii și Irlandei de Nord (1952-2022), (d. 2022)

### Mai
- 8 mai: David Attenborough, redactor științific și cercetător naturalist britanic
- 17 mai: Dimitri Romanov, prinț rus (d. 2016)
- 21 mai: Constantin Arvinte, dirijor, compozitor și folclorist român (d. 2021)

### Iunie

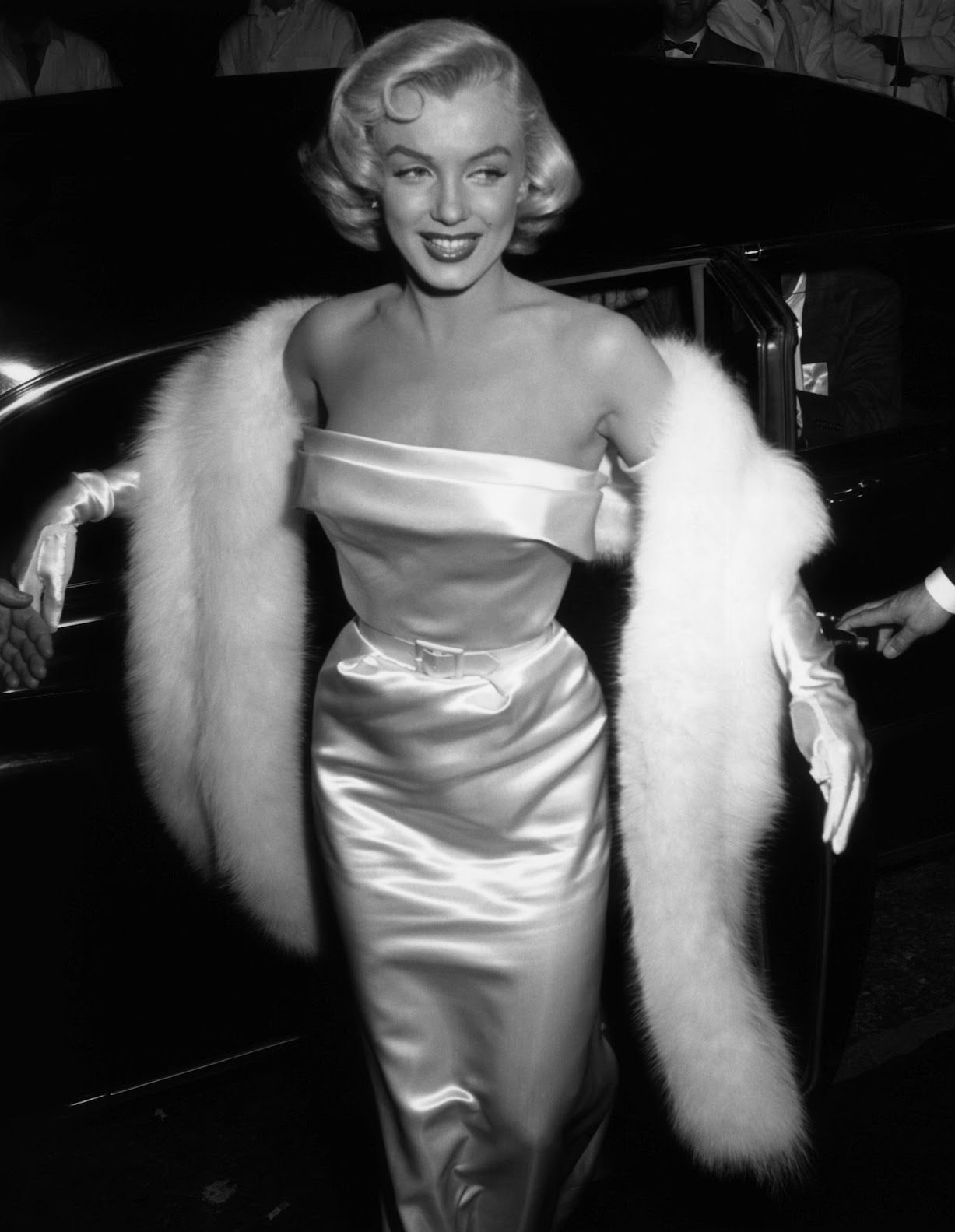
Marilyn Monroe, actriță, model și cântăreață americană
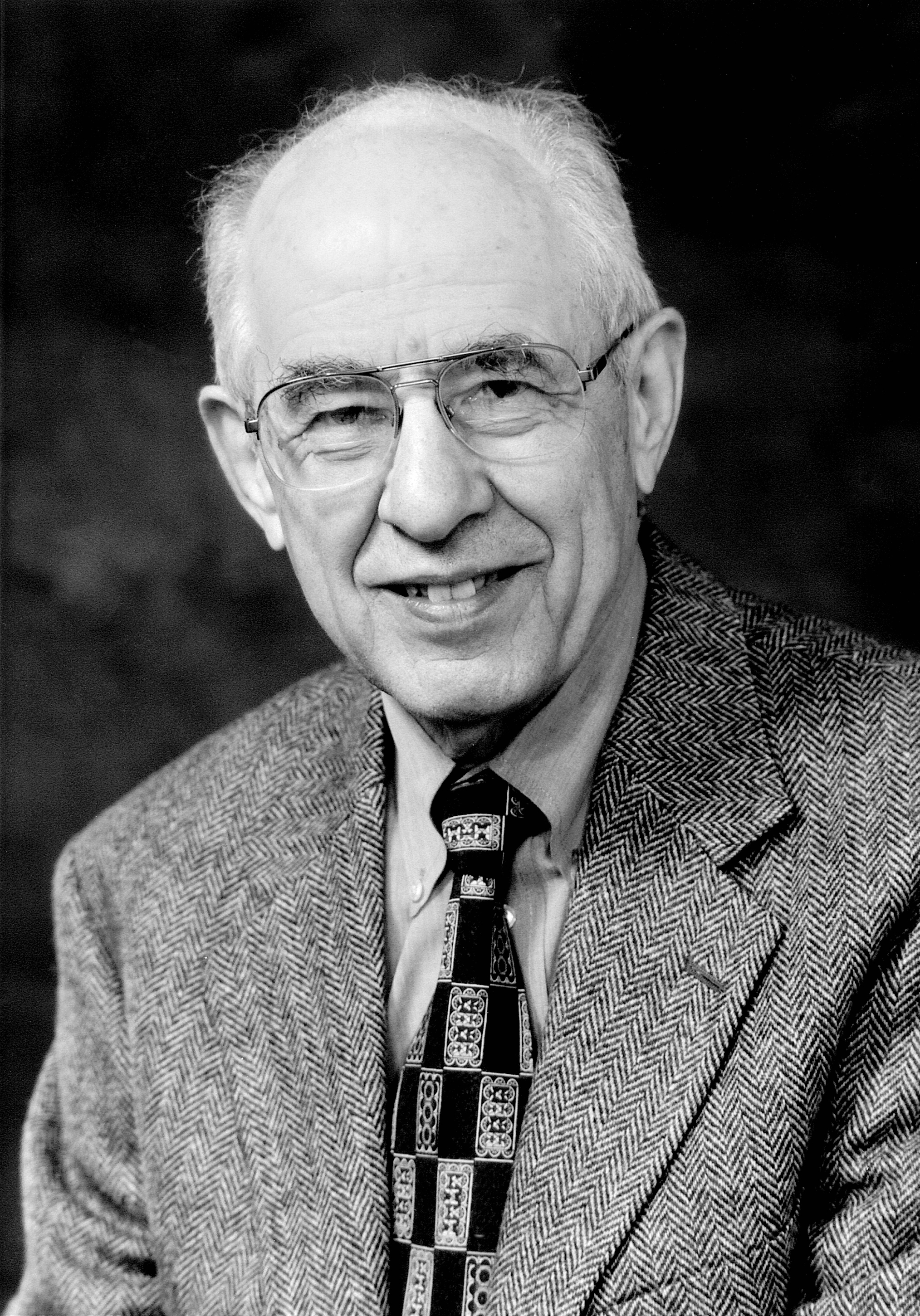
Hilary Putnam, filosof american
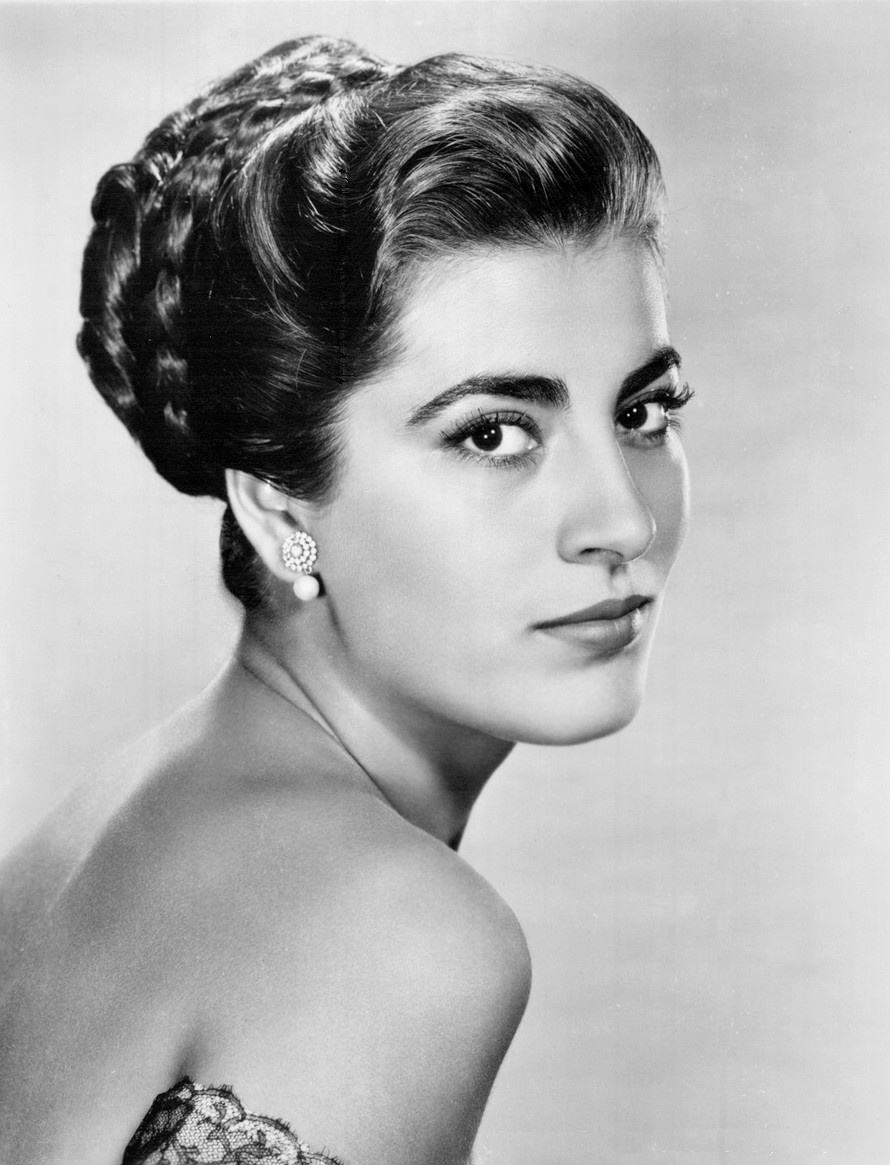
Irene Papas, actriță greacă
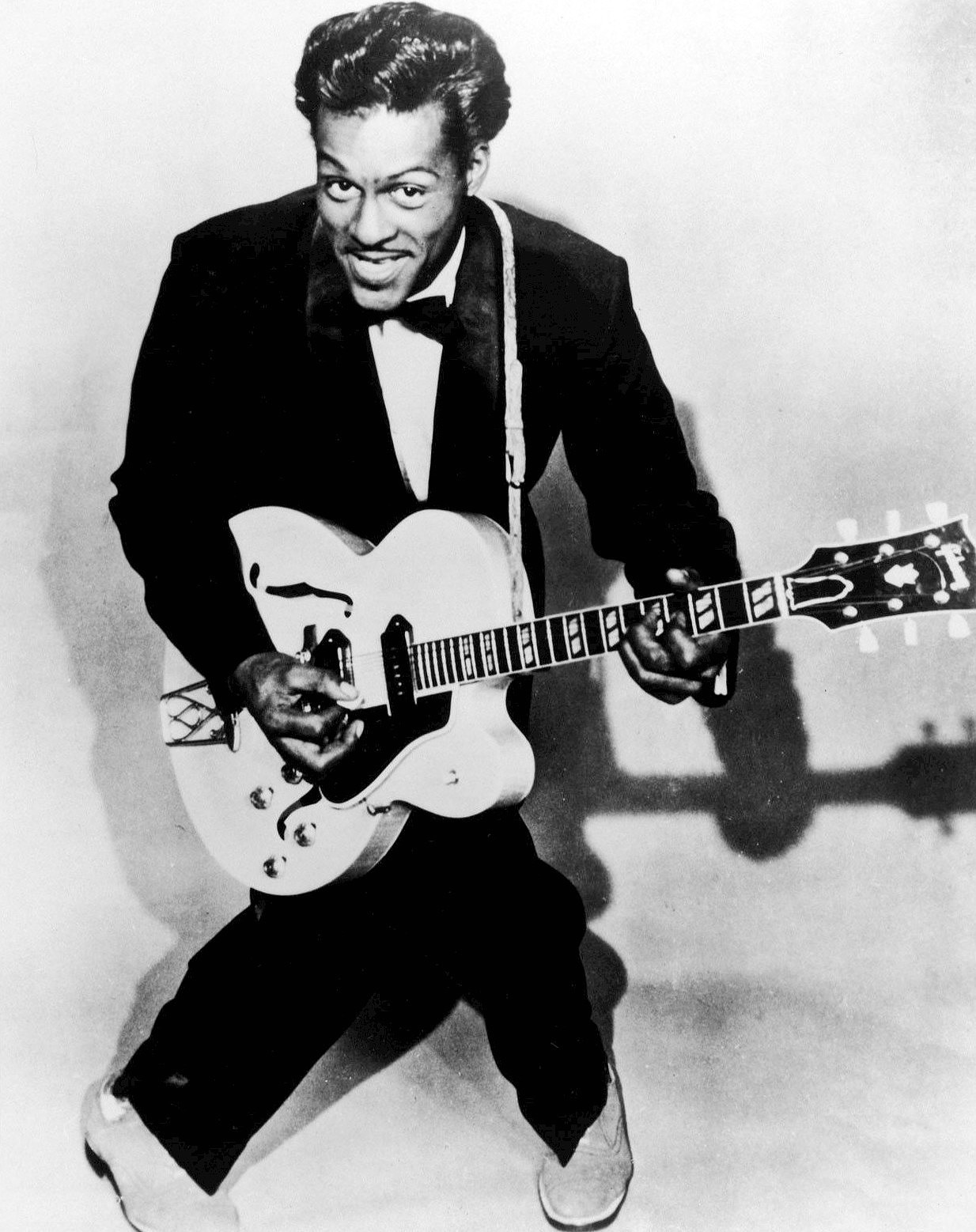
Chuck Berry, compozitor, cântăreț și chitarist american

- 1 iunie: Marilyn Monroe, fotomodel, cântăreață și actriță americană de film (d. 1962)
- 3 iunie: Allen Ginsberg, poet american (d. 1997)
- 5 iunie: Johannes, Prinț de Thurn și Taxis (d. 1990)
- 6 iunie: Teki Biçoku, geolog albanez (d. 2009)
- 8 iunie: Anatol Vieru (n. Adolf Grünberg), compozitor român (d. 1998)
- 11 iunie: Victor Moldovan, actor român de film și teatru (d. 2007)
- 21 iunie: Lodewijk Frederik Ottens (Lou Ottens), inginer neerlandez, inventatorul casetei audio (d. 2021)
- 25 iunie: Ingeborg Bachmann, poetă austriacă (d. 1973)
- 28 iunie: Mel Brooks (n. Melvin Kaminsky), actor, scenarist, regizor și producător american

### Iulie
- 2 iulie: Octavian Paler, scriitor și publicist român (d. 2007)
- 4 iulie: Alfredo Di Stéfano, fotbalist și antrenor spaniol, de etnie argentiniană (d. 2014)
- 11 iulie: Pierre de Boisdeffre, istoric, diplomat și critic literar francez (d. 2002)
- 31 iulie: Hilary Putnam, filosof american (d. 2016)

### August
- 3 august: Irene Papas (n. Irini Lelekou), actriță greacă de film
- 11 august: Aaron Klug, chimist britanic de origine lituaniană, laureat al Premiului Nobel (d.2018)
- 13 august: Fidel Castro (Fidel Alejandro Castro Ruz), președinte al Cubei (1976-2008), (d. 2016)

### Septembrie
- 8 septembrie: Ștefan Bănulescu, poet român (d. 1998)

### Octombrie
- 15 octombrie: Michel Foucault, filosof francez (d. 1984)
- 18 octombrie: Chuck Berry (n. Charles Edward Anderson Berry), compozitor, cântăreț și chitarist american (d. 2017)
- 22 octombrie: Ludovic Demény, istoric, senator maghiar din România (d. 2010)

### Noiembrie
- 17 noiembrie: Antonie Plămădeală, mitropolit al Ardealului (d. 2005)

## Decese
- 4 ianuarie: Margareta de Savoia, 74 ani, regină a Italiei (n. 1851)
- 21 februarie: Heike Kamerlingh Onnes, 72 ani, fizician neerlandez, laureat al Premiului Nobel (n. 1853)
- 25 februarie: Joan Alcover (Joan Alcover i Maspons), 71 ani, poet spaniol (n. 1854)
- 20 martie: Regina Lovisa a Suediei (n. Louise Josefina Eugenia), 74 ani, soția regelui Frederick al VIII-lea al Danemarcei (n. 1851)
- 24 martie: Sizzo, Prinț de Schwarzburg (n. Günther Sizzo), 65 ani (n. 1860)
- 28 martie: Philippe de Orléans (n. Louis-Philippe-Robert), 56 ani, Duce de Orléans, Duce de Montpensier (n. 1869)
- 3 mai: Napoléon Victor Bonaparte (n. Napoléon Victor Jérôme Frédéric Bonaparte), 63 ani, politician francez, șeful Casei de Bonaparte (1879-1926), (n. 1862)
- 16 mai: Mahomed al VI-lea, 65 ani, ultimul sultan otoman (1918-1922), (n. 1861)
- 10 iunie: Antoni Gaudi (n. Antoni Placid Gaudí i Cornet), 73 ani, arhitect spaniol (n. 1852)
- 14 iunie: Mary Cassatt (n. Mary Stevenson Cassatt), 82 ani, pictoriță americană (n. 1844)
- 18 iunie: Olga Constantinovna a Rusiei, 74 ani, soția regelui George I al Greciei (n. 1851)
- 23 august: Rudolph Valentino (Rudolf Valentino), 31 ani, actor italian de film (n. 1895)
- 15 septembrie: Rudolf Eucken (n. Rudolf Christian Eucken), 80 ani, filosof german, laureat al Premiului Nobel (1908), (n. 1846)
- 16 octombrie: Frederica de Hanovra și Cumberland, 78 ani, baroneasă von Pawel-Rammingen (n. 1848)
- 19 octombrie: Victor Babeș, 72 ani, bacteriolog și morfopatolog român, de etnie austriacă (n. 1854)
- 25 octombrie: Maria Letizia Bonaparte (n. Marie Laetitia Eugénie Catherine Adélaïde), 59 ani, Ducesă de Aosta (n. 1866)
- 25 decembrie: Împăratul Taishō (n. Yoshihito), 47 ani, al 123-lea împărat al Japoniei (n. 1879)
- 29 decembrie: Rainer Maria Rilke (n. René Karl Wilhelm Johann Maria Rilke), 51 ani, poet austriac (n. 1875)

## Premii Nobel
- Fizică: Jean Baptiste Perrin (Franța)
- Chimie: Theodor Svedberg (Suedia)
- Medicină: Johannes Fibiger (Danemarca)
- Literatură: Grazia Deledda (Italia)
- Pace: Aristide Briand (Franța), Gustav Stresemann (Germania)